# Charles Malato
Charles Malato (Toul, Lorena 1857 - ? 1938) fou un anarquista francès d'origen italià. El 1874 fou deportat a Nova Caledònia amb els seus pares, defensors de la Comuna de París. Fundà la Ligue Cosmopolite, des d'on defensà l'anarquisme insurreccional, raó per la qual fou expulsat de França el 1892. S'establí a Londres, i el dirigí una campanya internacional en defensa de la revisió del procés de Montjuïc. Va tornar a França, on va fer gran amistat amb Francesc Ferrer i Guàrdia participà en l'atemptat contra el rei Alfons XIII d'Espanya a París el 1905, encara que fou absolt en el judici.

## Obres
- La révolution cosmopolite (1885)
- De la Commune à l'anarchie (1894)
- Les joyeusetés de l'exil (1897)
- Philosophie de l'anarchie : 1888-1897
- La Grande grève
- Le Bétail
- Les Travailleurs des villes aux travailleurs des campagnes. (1888)
- Le Nouveau Faust : drame philosophico-fantaisiste (1909)